# Didymoconidae
De Didymoconidae zijn een familie van uitgestorven zoogdieren.
Op basis van oppervlakkige gelijkenis in het gebit werd in het verleden de Didymoconidae beschouwd als nauwe verwant van de Mesonychia, hoewel de overige morfologische kenmerken duidelijk afwijken. De familie van insectivore of carnivore zoogdieren leefde van het Laat-Paleoceen tot Oligoceen in Centraal-Azië. De meeste genera zijn slechts bekend van tanden en kaakfragmenten, maar van Didymoconus zijn ook delen van het skelet bekend. Dit dier is bekend uit het Laat-Eoceen en Oligoceen van China en Mongolië. Didymoconus had het formaat van een skunk en de grote handen en klauwen, de sterke voorpoten en de robuuste kop suggereren een gravende leefwijze. Tegenwoordig geldt de positie van de Didymoconidae binnen de zoogdieren als onduidelijk en wordt de familie gelinkt aan verschillende basale insectivore zoogdiergroepen.